# Indocypha leucoura
Indocypha leucoura là loài chuồn chuồn trong họ Chlorocyphidae. Loài này được Asahina mô tả khoa học đầu tiên năm 1985.